# 山本和枝
山本和枝（1969年1月3日—），日本電子遊戲原畫師，大阪府人，曾為日本成人遊戲公司Studio e.go!主席，2009年3月17日離開Studio e.go!並成立新公司「迪波之巢製作所」。她曾就讀大阪藝術大學藝術學院，主修室內設計。畢業後曾加入Capcom擔當遊戲角色設計，其後轉往TGL，參與作品包括《古大陸物語》（Farland Story）系列部份作品、《神奇傳說》（Farland Saga）及其續作《神奇傳說 時空道標》。
離開TGL後，山本於1996年另創立Studio e.go!公司，首部作品《Castle Fantasia》於1998年推出。另於2002年跨足女性向Boy's love遊戲界原畫設計，首部作品為《Angel's Feather》。2009年3月17日，山本和幾乎整隻製作團隊離開Studio e.go!，另創立迪波之巢製作所。
台灣曾由信必優多媒體股份有限公司（SYMBIO）代理發行中文版（非18禁），已發行過《Castle Fantasia 聖魔大戰》、《亂世奇緣》（PYTHIAN）、《紅淚》（紅涙）、《Castle Fantasia 艾倫希亞戰記》、《Men at work 2 ! ～永遠的羈絆～》（メンアットワーク!2 ～ハンターアカデミーへようこそ～）。信必優現已結束代理、營運，最後發行的作品為《新聖魔大戰》，之後許久都未有中文化作品問市；這段期間，信必優有幫玩家們代購在日本已發售的日文原文遊戲，網路還曾謠傳會中文化在日本發售後人氣很旺的《IZUMO》，但最後因倒閉而沒有發售。
此外山本也曾為其他遊戲公司設計遊戲角色，包括Baroque（已結束）的《秘境傳說》（Midgard）、《魔法少年》（Elemental Arts），RiddleSoft的《墮姬》（堕姫）、《墮姬2》（堕姫2），以及Potage的《學園Betrayer》（学園BETRAYER 〜秘密の性体験〜）等。
現時山本和枝育有一女，女兒於2000年出生。

## 作品列表

### 成人遊戲
除了Studio e.go!、BlueImpact、迪波之巢製作所的全部遊戲作品以外，尚有下列遊戲作品。
-{
- 堕姫（Riddle Soft）
- 堕姫2（Riddle Soft）
- それでもオレはやってやる！vol.1（ユーフォリア）
- それでもオレはやってやる！vol.2（ユーフォリア）
- Distance（Silksoft）
- 学園BETRAYER 〜秘密の性体験〜（Potage）
- イントルーダー（material）

}-

### 全年齡遊戲
- ファーランドストーリーシリーズ（TGL）
- ファーランドサーガシリーズ（TGL）
- C-1 Battle（シンビョウシステムズ）
- Midgard（BAROQUE）
- Elemental Arts（BAROQUE）

### 漫畫
- 《IZUMO －猛劍之閃記－》（IZUMO －猛き剣の閃記－）：Studio e.go!原作，高橋直樹編劇，單行本全1集，角川書店2006年5月10日發售，ISBN 4-04-713766-9（ISBN 978-4-04-713766-0）
- 《Castle Fantasia 黎明篇》（キャッスルファンタジア 黎明編）：Studio e.go!原作，單行本全1集，角川出版集團2009年1月10日發售，ISBN 978-4-04-715049-2

### 輕小說
- 《悠久の翼と蒼き巫女》：作者：大原信彌，Fami通文庫，全一集，enterbrain2008年9月29日發售，ISBN 4757744439（ISBN 978-4757744431）
- 《ハーレム オブ ナイト》：作者：鳥居神樂，美少女文庫，全一集，法蘭西書院2009年3月16日發售，ISBN 4829658770（ISBN 978-4-8296-5877-2）

### 畫集
- 《Affection 山本和枝 Studio e.go! 原畫集》（Affection 山本和枝 Studio e.go! 原画集）：彩文館出版1999年8月1日初版第1刷，ISBN 4-916115-26-0
- 《亂世奇緣 山本和枝artworks》（ピュティア 山本和枝アートワークス）：MediaWorks出版
- 《Sensation 山本和枝premium artworks》（Sensation 山本和枝プレミアムアート・ワークス）：Jive株式會社2007年4月出版，ISBN 978-4861763991
- 《山本和枝畫集 蒼空》（山本和枝画集 蒼空）：Enterbrain2007年10月出版，ISBN 978-4757738799
- 《山本和枝artbook 迪波的巢起步》（山本和枝アートブック でぼの巣立ち）：笠倉出版社2009年6月出版，ISBN 978-4773094749

## 外部連結
- http://www.debonosu.jp （页面存档备份，存于）（日語）
- でぼの巣製作所的X（前Twitter）（日語）
- Studio e.go! Official Homepage（日語）
- 山本和枝的X（前Twitter）（日語）
- 山本和枝個人網站《迪波的巢》 （页面存档备份，存于）（日語）
- 山本和枝的部落格《迪波日記》 （页面存档备份，存于）（日語）